# Mormoscopa
Mormoscopa là một chi bướm đêm thuộc họ Erebidae.